# Im Weißen Bild
Im Weißen Bild ist ein Wohnplatz auf der Gemarkung des Lauda-Königshofener Stadtteils Lauda im Main-Tauber-Kreis im fränkisch geprägten Nordosten Baden-Württembergs.

## Geographie
Im Weißen Bild liegt etwa 500 Meter nördlich von Lauda in den Gewannen Im weißen Bild und Schönberg ober der Bahn.

## Geschichte
Auf dem Messtischblatt Nr. 6424 „Königshofen“ von 1881 war der Ort noch völlig unbesiedelt.
Der Wohnplatz kam als Teil der ehemals selbständigen Stadt Lauda am 1. Januar 1975 zur Stadt Lauda-Königshofen, als sich die Stadt Lauda mit der Stadt Königshofen und der Gemeinde Unterbalbach im Rahmen der Gebietsreform in Baden-Württemberg vereinigte.

## Kulturdenkmale
Kulturdenkmale in der Nähe des Wohnplatzes sind in der Liste der Kulturdenkmale in Lauda-Königshofen verzeichnet.
- Ein Gedenkstein für einen Fliegerangriff auf Lauda befindet sich am nahe gelegenen Taubertalradweg
- Etwa ein Kilometer westlich befindet sich eine Schönstattkapelle am Waldrand

## Verkehr
Der Ort ist über die Verlängerung der Pfarrstraße nach dem Ortsausgang von Lauda bzw. über den Taubertalweg zu erreichen.